# Bazyli Ustrzycki (zm. 1676)
Bazyli Ustrzycki herbu Przestrzał (zm. w 1676 roku) – stolnik przemyski w latach 1665–1673, sędzia deputat wojewódzki z ziemi przemyskiej w konfederacji gołąbskiej, sędzia kapturowy ziemi przemyskiej w 1668 roku.